# Bogildo
Bogildo nebo také Bogil-do (korejsky: 보길도) je malý ostrov v provincii Jižní Čolla v Jižní Koreji. Nachází se 12 kilometrů jihozápadně od korejského poloostrova.

## Přírodní podmínky
Na jihovýchodním pobřeží ostrova se nachází korejská přírodní památka jehličnatý les v Jesong-ri (완도 예송리 상록수림), který byl vysazen v 18. století jako větrolam proti tajfunům. V roce 2014 zde vědci popsali nový druh hluchavkovité rostliny, kterou pojmenovali Paraphlomis koreana.